# Weikertschlag an der Thaya
Weikertschlag an der Thaya ist Ortschaft und eine Katastralgemeinde der Stadtgemeinde Raabs an der Thaya im Bezirk Waidhofen an der Thaya im niederösterreichischen Waldviertel mit 142 Einwohnern (Stand 1. Jänner 2024). Bis Ende 1970 war Weikertschlag eine eigenständige Gemeinde.

## Geografie
Der Ort liegt direkt an der Mährischen Thaya und nahe der Grenze zu Tschechien/der Tschechischen Republik und ist über die Landesstraße L52 erreichbar. Zur Ortschaft zählt auch die Schulakmühle im Süden. Am 1. April 2020 umfasste die Ortschaft 134 Adressen. Unmittelbar westlich anschließend liegt Oberndorf bei Weikertschlag, ebenfalls eine Katastralgemeinde von Raabs.

## Geschichte

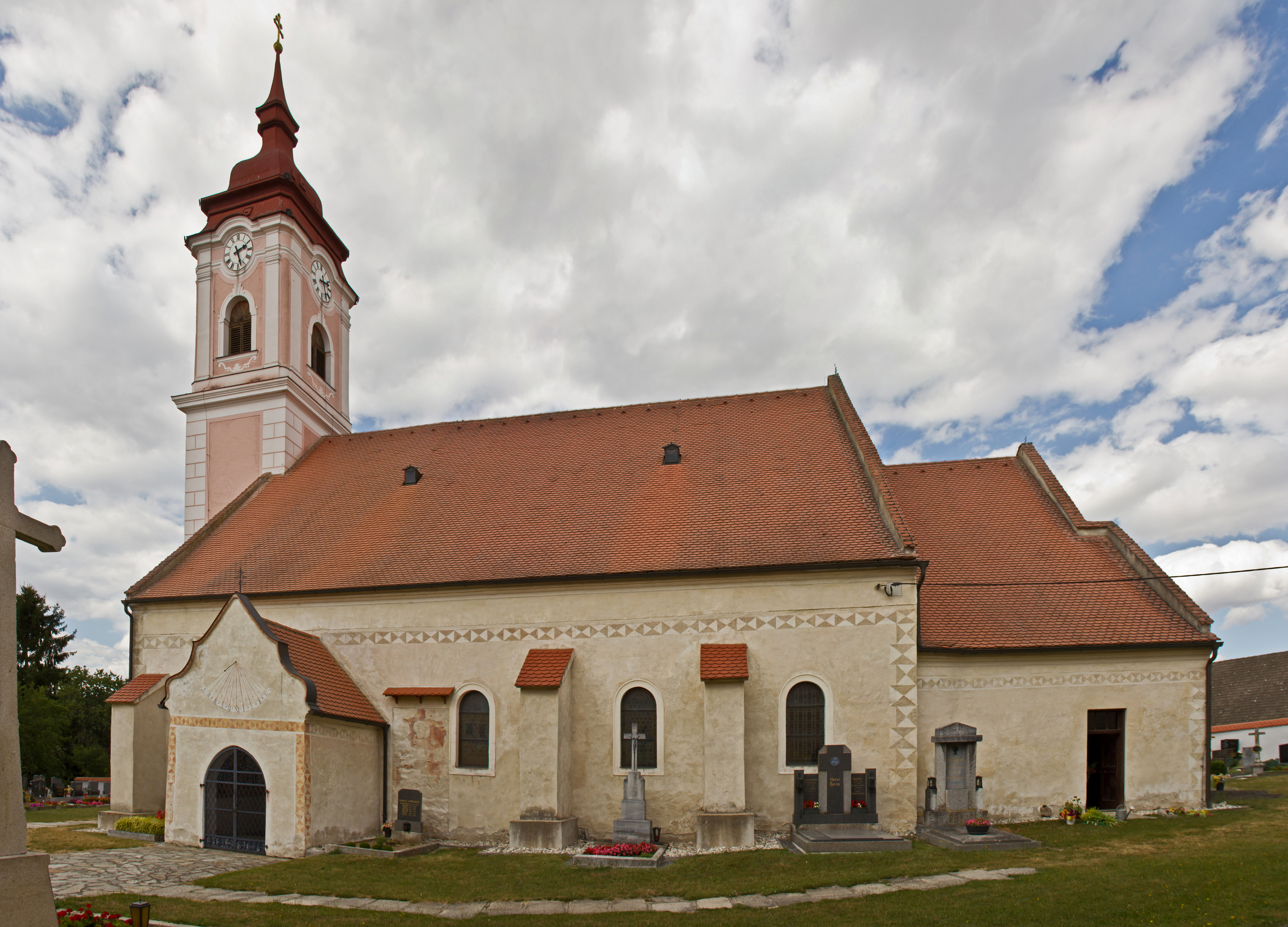
Pfarrkirche Weikertschlag

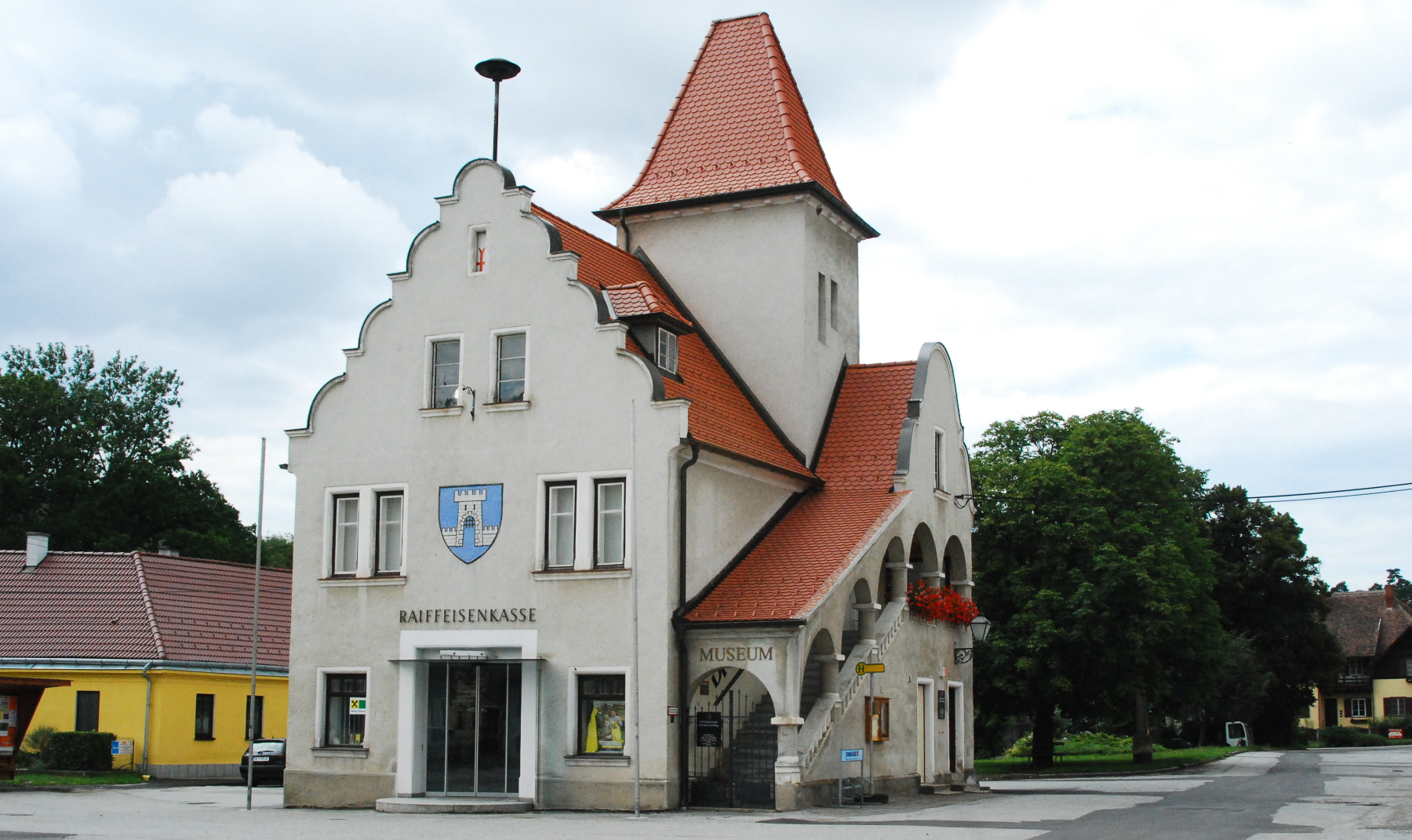
Ehemaliges Rathaus Weikertschlag

Nach Urkunden zu schließen dürfte Weikertschlag als Siedlung im heutigen Sinn mit Burg und Kirche in der ersten Hälfte des 12. Jahrhunderts entstanden sein. Funde weisen allerdings schon auf eine prähistorische Besiedlung des Ortsgebietes und Umfeldes hin. Wahrscheinlich hat Heinrich I. von Zöbing-Kuenring, der zu dieser Zeit Ministeriale der Grafen von Pernegg war, in der Grafschaft Pernegg an der Mährischen Thaya einen neuen Sitz gegründet, den er entweder nach seinem Schwiegervater oder nach seinem Sohn „Wichards-slage“ nannte. Von Ulrich II. von Pernegg dürfte auch im Auftrag des Bischofs von Passau der Aufbau der kirchlichen Organisation in der Grafschaft durchgeführt worden sein. 1153 gründete er ein Männerkloster in Geras und ein Frauenkloster in Pernegg.
Schon bei der Ausstattung der Klöster 1153 dürfte die Pfarre Weikertschlag bestanden haben, wie aus einer Urkunde von 1188 hervorgeht. Am 19. Juni 1178 wird der erste Weikertschläger, Albero de Wichardslage, mit seinem Bruder Wichard („et Uvichardus frater eius“) urkundlich genannt. In dieser Urkunde bezeugten Albero und Wichard mit sechzehn anderen Zeugen, dass Herzog Leopold V. als Vogt einen Streit zwischen den Klöstern Heiligenkreuz und Melk geschlichtet hatte.
Nach dem Tod von Wichards I. jüngerem Sohn und einzigen Erben Wichard II. (der ältere Sohn Heinrich starb 1230) im Jahre 1232 in Wien fallen seine Besitztümer an den Landesfürsten, den Babenberger Friedrich II. den Streitbaren. Nach dem Aussterben der Babenberger 1246 wurde von den österreichischen Adeligen Ottokar von Böhmen ins Land gerufen. Er dürfte die Burg Weikertschlag in Besitz genommen haben – jedenfalls verlangte er sie nach dem Reichskrieg 1276 von Rudolf von Habsburg zurück, was dieser verweigerte. 1327 besitzen die mit den Habsburgern ins Land gekommenen Wallseer Weikertschlag, 1379 scheint als Burggraf Peter Hylprant mit seinem Sohn Hänsel auf, 1383 gehören Feste und Markt Weikertschlag den Pillungern von Gilgenberg. Nach dem Tod Herzog Albrechts III. 1395 herrschten in Niederösterreich, Böhmen und Mähren instabile Verhältnisse. Es kommt zu ausgedehnten Raubzügen. Auch in der Burg Weikertschlag setzen sich aufständische Ritter fest (genannt werden diesbezüglich einerseits die Adelsfamilien Sternberg, Neuhaus und Kunstadt, andererseits Rosenberg). Zwischen 1399 und 1402 dürfte die Burg von Truppen der Herzöge Albrecht und Wilhelm belagert und zerstört worden sein. Sie wurde danach nicht wieder aufgebaut und wurde 1633 nur noch als „öder Burgstall“ beschrieben, der als Steinbruch für die Bevölkerung dient.
Im Jahr 1822 wurde der Ort als Markt mit 50 Häusern genannt, der über eine Pfarre und eine Schule verfügte. Die Herrschaft Drosendorf besaß die Ortsobrigkeit, übte die Landgerichtsbarkeit aus, besorgte die Konskription und hatte die Grundherrschaft inne.
Im Rahmen der Niederösterreichischen Kommunalstrukturverbesserung trat die ehemalige Gemeinde Weikertschlag per 1. Jänner 1971 der Stadtgemeinde Raabs an der Thaya bei.

## Kultur und Sehenswürdigkeiten
- Burgruine Weikertschlag
- Katholische Pfarrkirche Weikertschlag hl. Stephan
- Rathaus Weikertschlag an der Thaya: Das Gebäude in seiner heutigen Form wurde 1932 nach Plänen des Baumeisters und Architekten Franz Vogler aus Raabs an der Thaya, die Pläne für die Fassade stammen vom Konservator des Bundesdenkmalamtes Regierungsrat Sigris.
- Klafferquelle

## Persönlichkeiten
- Johanna Starzengruber (1851–1911), Schauspielerin und Schriftstellerin, verstarb im Ort
- Karl Schmalzbauer (1895–1967), Landwirt, Politiker und Abgeordneter zum Landtag von Niederösterreich
- Lotte Ingrisch (1930–2022), Schriftstellerin, Theater- und Hörspielautorin, lebte zeitweise im Ort